# 霊山町
霊山町（りょうぜんまち）は、福島県伊達郡にあった町である。2006年1月1日、同じ伊達郡の伊達町、梁川町、保原町、月舘町と合併し、自治体としては消滅した。
合併後の伊達市では、旧保原町役場に市役所本庁舎、旧梁川町役場に分庁舎が設けられ、旧伊達、旧霊山、旧月舘各町役場の庁舎は市役所支所となり、霊山町は伊達市の町名となった。

## 地理
- 山:霊山 茶臼山（古城山）
- 河川:広瀬川 小国川

## 歴史

### 沿革
- 1889年（明治22年）4月1日 - 町村制施行により掛田村、霊山村、石戸村、小国村が誕生。
- 1898年（明治31年）1月19日 - 掛田村が町制施行して掛田町となった。
- 1955年（昭和30年）1月31日 - 掛田町、霊山村、石戸村、小国村が合併して霊山町が発足。
- 2006年（平成18年）1月1日 - 伊達町、梁川町、保原町、月舘町と合併し伊達市となった。

## 教育
小学校
- 霊山町立掛田小学校
- 霊山町立小国小学校
- 霊山町立石田小学校
- 霊山町立泉原小学校
- 霊山町立大石小学校

中学校
- 霊山町立霊山中学校

## 交通

### 道路
一般国道
- 国道115号
- 国道349号

### 路線バス
- 福島交通